# Jeff Bittiger
Jeff Bittiger (Jersey City, New Jersey; 13 de abril de 1962 – Saylorsburg, Pennsylvania; 19 de julio de 2025) fue un beisbolista estadounidense que jugó cuatro temporadas con cuatro equipos en la MLB en la posición de pitcher y ganó la Serie Mundial de 1987.

## Carrera
A nivel universitario jugó para los Jersey State Gothic Knights y para Seton Hall Pirates inicialmente como tercera base; y fue seleccionado por los New York Mets en la séptima ronda del Draft de la MLB de 1980. Al año siguiente pasó a ser pitcher y fue cambiado a los Philadelphia Phillies en 1986.
Con los Phillies fue abridor en la temporada de 1986, bateó un cuadrangular a Bob Kipper de los Pittsburgh Pirates el 22 de septiembre de 1986 en su segundo turno al bat con los Phillies, donde también consiguió su primera victoria. Solo fue abridor en tres partidos con los Phillies por tener una efectividad de 5.70 en 142⁄3 entradas. Permaneció con los Phillies hasta el 8 de diciembre de 1986 cuando lo dejaron libre. Firmó contrato con los Atlanta Braves el 20 de diciembre de 1986 pero fue liberado el 4 de abril de 1987 sin haber jugado un partido con la organización. El 15 de abril firmó contrato con los Minnesota Twins.
En 1987 Bittiger fue inestable con los Minnesota Twins, empezó como abridor y terminó como relevista intermedio. Lanzó una entrada con los Twins en la derrota ante los Kansas City Royals, donde permitió dos hits y una carrera. Los Twins terminaron venciendo a los Royals y finalmente ganaron la Serie Mundial de 1987 a los St. Louis Cardinals. Los Twins lo liberaron al terminar la temporada el 12 de noviembre de 1987, y el 22 de enero de 1988 fue firmado por los Chicago White Sox.
Con los Chicago White Sox jugó en 25 partidos, siete de ellos como abridor, la mayor cantidad de partidos en una temporada en su carrera. En sus siete aperturas Bittiger tuvo récord de 2–4 con efectividad de 4.26 en 612⁄3 entradas. Al año siguiente Bittiger sol jugó en dos partidos, uno de ellos como titular, el cual perdió. Su ERA fue de 6.85 en 92⁄3 entradas. Al terminar la temporada Bittiger fue cambiado a Los Angeles Dodgers por Tracy Woodson, pero nunca volvió a lanzar en la MLB. Se mantuvo en las ligas menores hasta su retiro en 1996.